# ローランド円

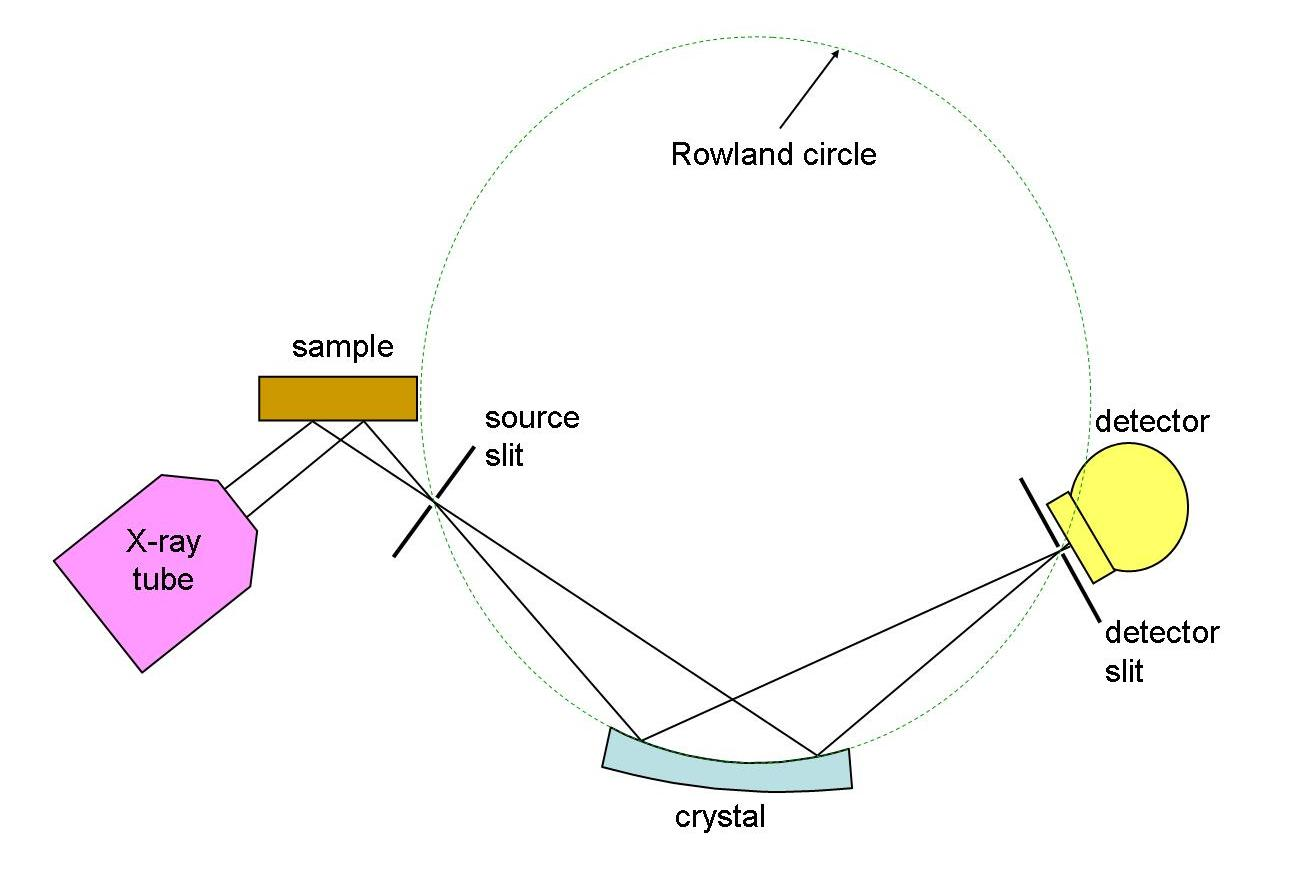
凹面回折格子とローランド円

ローランド円（Rowland circle）とは、凹面回折格子の曲率中心と凹面の中心を結ぶ線が直径となるような円のこと。

## 性質
ローランド円上に入射スリットを置き、凹面回折格子に光を送ると、ローランド円上に回折光が結像する。
ローランド円の外に入射スリットを置くと、ローランド円の内側で結像する。

### 応用
凹面回折格子を（分散型）分光器として用いるとき、ローランド円を用いて組み立てるとレンズや凹面ミラーなどが不必要となるため便利である。